# Congregações Ledeborianas
As Congregações Ledeborianas (CL) — em Holandês: Ledeboeriaanse Gemeenten — formaram uma denominação reformada continental conservadora na Holanda em 1840, quando se separaram da Igreja Reformada Neerlandesa. Em 1907, a maioria de suas igrejas se uniu à Igreja Reformada sob a Cruz para formar as Congregações Reformadas. As igrejas que recusaram a fusão formaram uma nova denominação chamada Congregações Reformadas Antigas.

## História

História das igrejas reformadas na Holanda, com as Congregação Ledeborianas mostradas como Ledeboer.

As Congregações Ledeborianas surgiram em 1840, quando um grupo de igrejas se separou da Igreja Reformada Neerlandesa, sobretudo por aderirem à salmodia exclusiva. Seu principal líder era Lambertus Gerardus Cornelis Ledeboer, razão pela qual tais igrejas ficaram conhecidas como Congregações Ledeborianas.
A denominação se aproximou da Igreja Reformada sob a Cruz (IRC) e em 1907 as duas denominações se uniram. Uma minoria se opôs à fusão e formou uma nova denominação, as Congregações Reformadas Antigas.